# طائر القطرس (قصة قصيرة)
طائر القطرس (بالإنجليزية The Albatross)- قصة قصيرة من تاليف الكاتبة البريطانية سوزان هيل، نشرت للمرة الأولي ضمن مجموعة طائر القطرس وقصص
أخرى، وذلك عام 1971م عن طريق هاميش هاملتون، وفازت بجائزة جون لويلين ريس في عام 1972. ثم تم نشرها كعمل مستقل عام 2000م عن طريق دار بنقيون بوكس ، ويتم دراستها في GCSE الإنجليزية كمثال لأفضل الكتابة النسائية الحديثة.

## تقديم القصة
تتمركز أحداث طائر القطرس حول دنكان، وهو شاب معاق ذهنيًا يبلغ من العمر 18 عامًا والذي نشأ مع والدته المستبدة التي تستخدم الكرسي المتحرك في هيبي، وهي مدينة ساحلية تقع في ألدبورغ. يجد دنكان صعوبة في التعامل مع أي شيء خارج روتينه اليومي، لكنه يضطر إلى التفاعل مع العالم الأوسع عندما تصل علاقته الخانقة مع والدته إلى نقطة الانهيار.

## أصل القصة
القصة مستوحاة جزئيًا من أوبرا الملحن المحلي بنيامين بريتن بيتر غرايمز.

## طبعات متعددة
- 1971، المملكة المتحدة، هاميش هاميلتون، ISBN 0-241-01976-1، تاريخ النشر 11 فبراير 1971، غلاف مقوى
- 1973، المملكة المتحدة، Penguin، ISBN 0-14-003649-0، تاريخ النشر 25 أكتوبر 1973، غلاف عادي
- 1975, الولايات المتحدة, إ.ب. داتون، ISBN 0-8415-0383-4، غلاف مقوى
- 1978، المملكة المتحدة، هاميش هاميلتون، ISBN 0-241-10090-9، تاريخ النشر ديسمبر 1978، غلاف مقوى
- 1994، المملكة المتحدة، Soundings، ISBN 1-854-96951-X، شريط صوتي، [6] قراءة بواسطة باتريشيا جاليمور
- 1995، المملكة المتحدة، إيزيس، ISBN 1-85695-383-1، تاريخ النشر يونيو 1995، طباعة كبيرة
- 2000، المملكة المتحدة، Penguin، ISBN 0-14-029330-2، تاريخ النشر 30 نوفمبر 2000، غلاف عادي[2]